# Caralluma burchardii
Caralluma burchardii är en oleanderväxtart. Caralluma burchardii ingår i släktet Caralluma och familjen oleanderväxter.

## Underarter
Arten delas in i följande underarter:
- C. b. burchardii
- C. b. maura
- C. b. sventenii